# Schießstand (Lösnich)

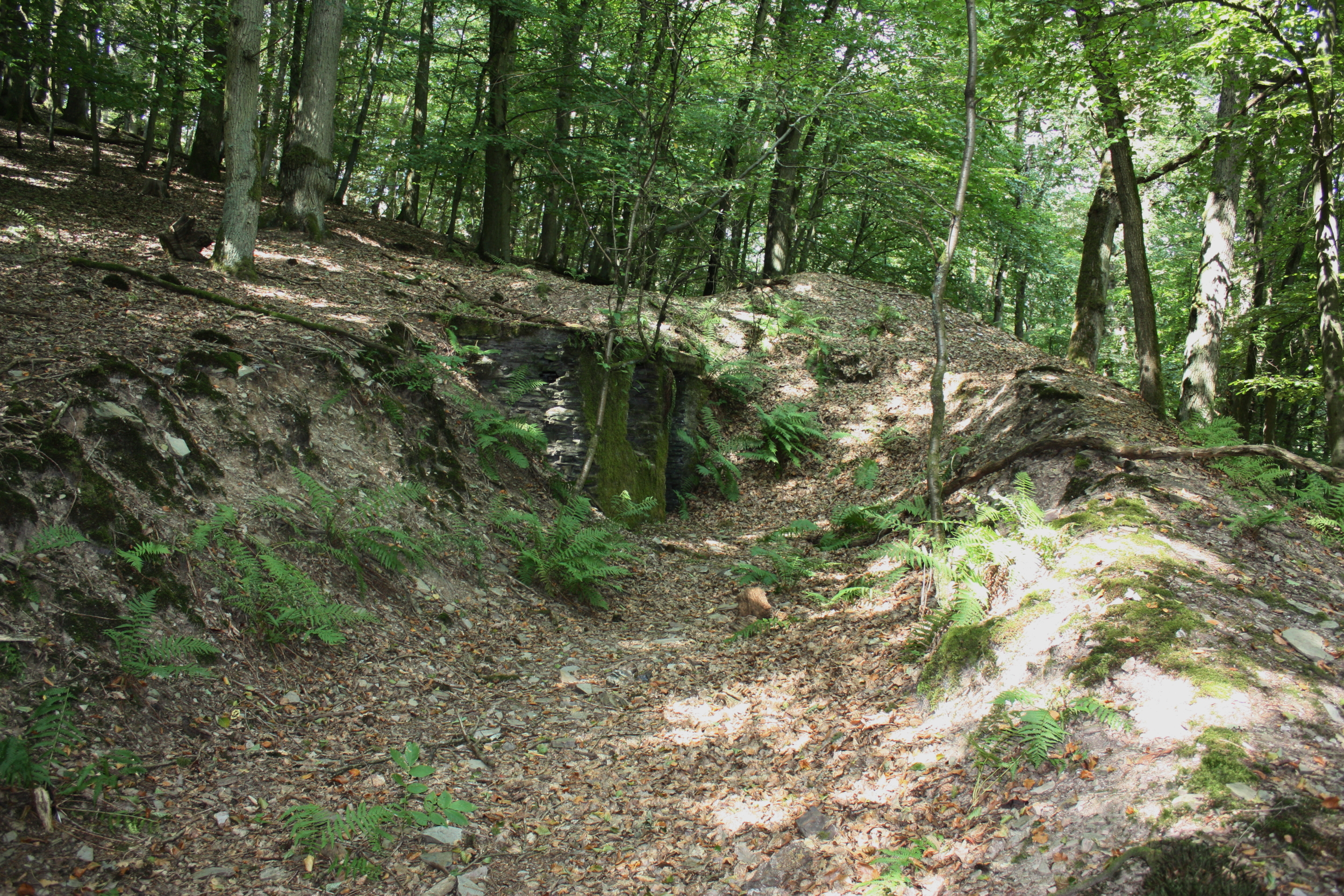
Ehemaliger Schießstand Im Lösnicher Wald mit Blick zum Zielwall und dem Unterstand auf der linken Seite.

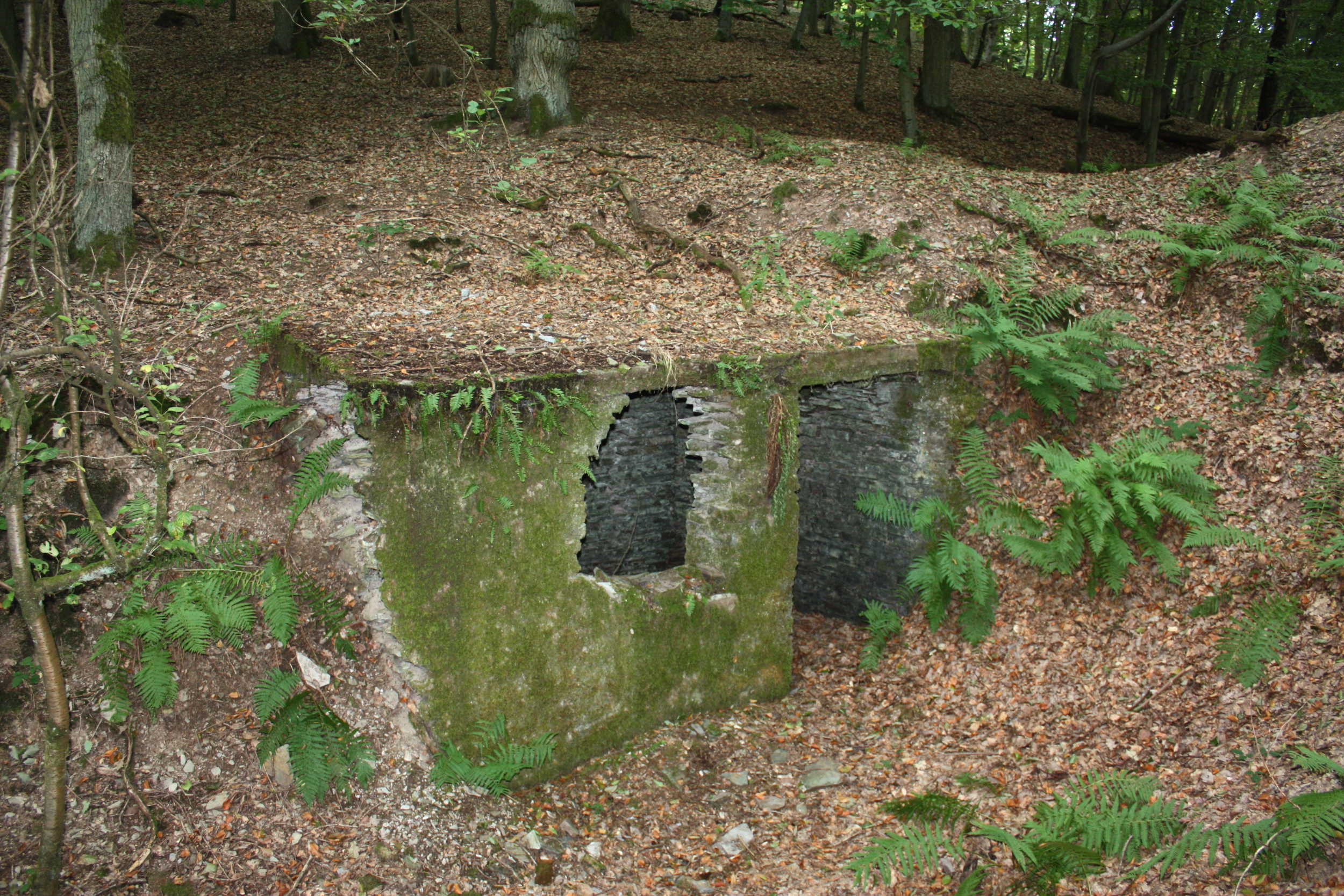
Unterstand am ehemaligen Lösnicher Schießstand.

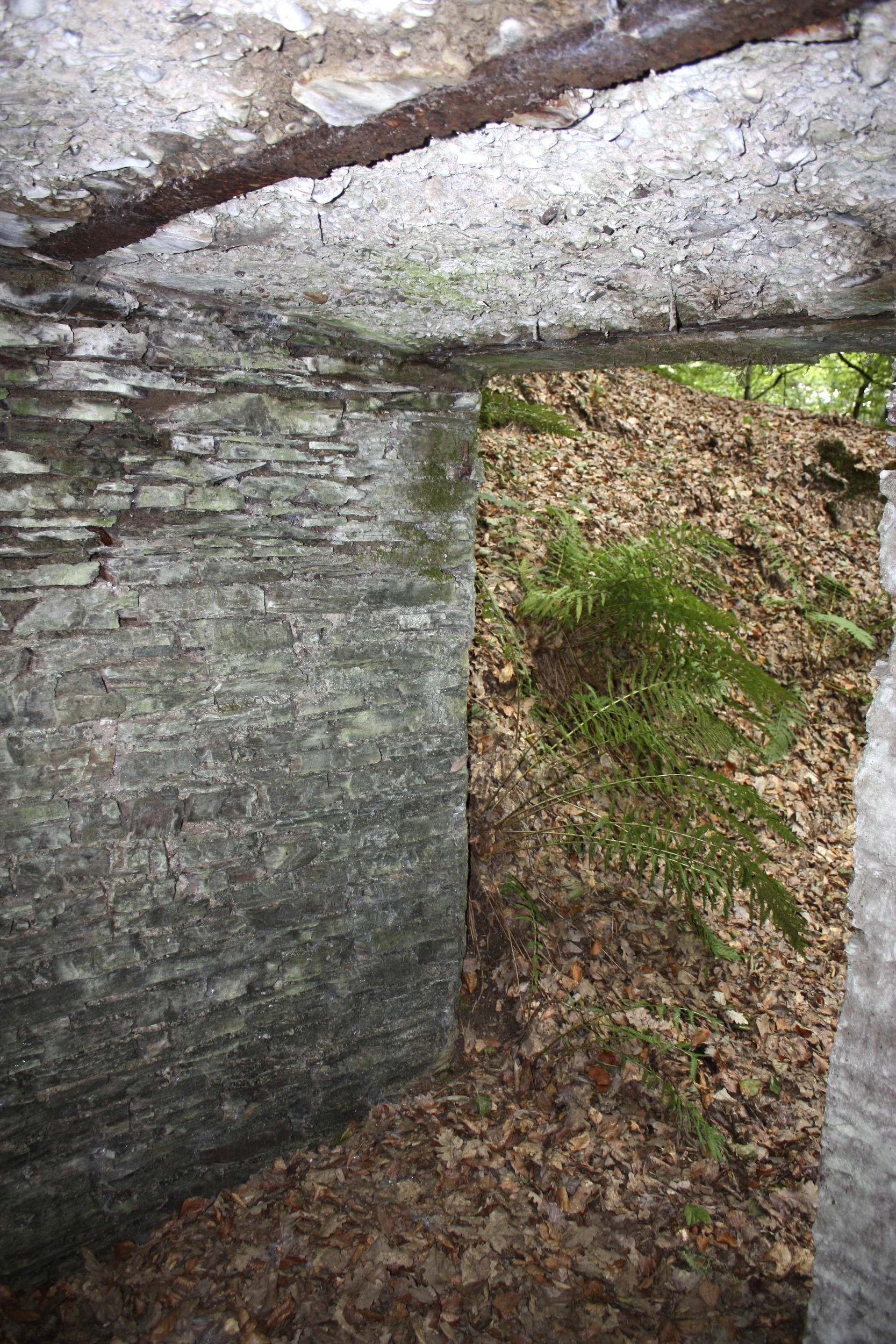
Kappendecke im ehemaligen Schießstand Lösnich.

Der Schießstand Lösnich war ein Schießstand in Lösnich im Wald oberhalb des Dorfes in südlicher Richtung oberhalb des früheren Flurdistrikts „In der Lust“. Heute angeschnitten durch einen Forstweg, der im Rahmen der Flurbereinigung 1976 neu angelegt wurde, besteht die Anlage aus einem künstlich angelegtem heute noch 60 m langen und bis zu 5 m breiten Wallgraben, der in Ost-West-Richtung leicht ansteigend mit einem aufgeschütteten Erdwall im Zielbereich endet. Hier befindet sich auf der linken Seite des Grabens ein kleiner bunkerartiger Unterstand aus Bruchstein (Schiefer) mit einer Seitenlänge von etwa 3 × 4 m und einer flachen Betondecke in Form einer preußischen Kappendecke. Tür und Fenster zum Graben hin sind offen und in der Bausubstanz schon stark angegriffen.

## Geschichte
Die Anlage ist im Aufbau vergleichbar mit einer ähnlichen Anlage in Markwerben/ Weißenfels in Sachsen-Anhalt, die im Jahre 1927 angelegt wurde.
Die Lösnicher Anlage ist erstmals 1940 erwähnt mit der Bezeichnung Schießstand in einer topografischen Karte des Landesvermessungsamtes Rheinland-Pfalz. Weitere Anlagen dieses Typs finden sich in der Karte u. a. in den benachbarten bzw. nahegelegenen Orten Wolf, Enkirch, Reil, Ürzig, Lieser und Brauneberg-Filzen. In Bernkastel und Kues wird jeweils ein Schießhaus erwähnt.
Genau datierte schriftliche Quelle zur Errichtung der genannten Schießstände liegen leider nicht vor. 1892 beschloss die Gemeinde Lösnich die Beschaffung eines Gemeindeböllers, der im März 1893 in Gussausfertigung und ohne Fuß für 34 Mark bestellt wurde. Die Benutzungsgebühr wurde auf 5 Mark pro Tag festgesetzt. Für Lösnich ist jedoch zu keiner Zeit ein Schützenverein vor und nach dem Zweiten Weltkrieg nachweisbar. Aber wie in Markwerben existierte in Lösnich bereits 1909/10 ein Kriegerverein unter Vorsitz von Stephan Ehlen. Der Verein zählte 58 Mitglieder. Auch nach dem Ersten Weltkrieg ist seit 1918 ein Kriegerverein nachgewiesen, 1928 eine Ortsgruppe der Kriegsbeschädigten, 1931 eine Ortsgruppe des Stahlhelm.

### Tradition der Schützenvereine in benachbarten Orten
Die Tradition der Schützenvereine in der Kreisstadt Bernkastel-Kues geht zurück bis ins 19. Jahrhundert. 1852 kam es in Bernkastel zur Gründung der Schützengesellschaft Concordia für die Städte Trarbach, Wittlich, Bernkastel und Umgebung. Der Schützenplatz befand sich auf der Weiherwiese in Kues, in der Schlucht Ecke Rebschulweg/Schützenweg. Dort wurde 1861 auch ein Schützenhaus (Fachwerkbau) errichtet. Mittlerweile ist es abgerissen worden.
Mit Beginn des Ersten Weltkrieges erlosch der Verein und lebte nach dem Krieg nicht mehr auf. U. a. zählte die Abteilung Ürzig 15, die Abteilung Trarbach 10 und die Abteilung Wittlich 40 Mitglieder. Die Gesamtanzahl der Mitglieder betrug 113. Im Januar 1911 wurde der Kueser Kriegerverein gegründet. Er nutzte den Schießplatz der Schützengesellschaft. Der Verein ging später im Kyffhäuserbund auf.
Im Juni 1862 kam es zur Gründung des Bürgerschützenvereins e. V., mit den Zielen Hebung des Gemeinsinns, Förderung der Heimatverbundenheit und Pflege des Schießsports. Um 1869 errichtete er sein Schützenhaus im Flur „auf der Hahnt“ mit der Hausnummer Burgstraße 101.
Eine besondere Situation zeichnete sich ab im nahegelegenen Ort Graach. Einen Einblick in die Entstehung örtlicher Schützenvereine aus ehemaligen Krieger- und Militärvereinen zur Ausübung des Schießsports gibt der Schützenverein Graach.
Laut Beschlussbuch des heutigen Vereins, der 1966 als Kyffhäuserkameradschaft neu gegründet und 1985 umbenannt wurde in Schützenverein Graach im Kyffhäuserbund, bestanden schon vor dem Ersten Weltkrieg zwei Kriegervereine. Der älteste wurde 1881 gegründet und 1907 dem Kyffhäuserbund angeschlossen. Dessen Waffen wurden nach einem verbotenen Salutschießen anlässlich der Beerdigung eines Veteranen eingezogen. 1911 folgte die Gründung des Militärvereins Graach, der 1918 das 1. große Verbandsfest der Militärvereine in Graach ausrichtete. 1933 wurde der Verein der ehemaligen Frontkämpfer (vermutlich BDF, Bund der Frontsoldaten) gegründet. Im September dieses Jahres folgte die Umbenennung in Nationalsozialistischer Frontkämpfer und Militärverein Graach und dessen Eintritt in den Kyffhäuserbund.

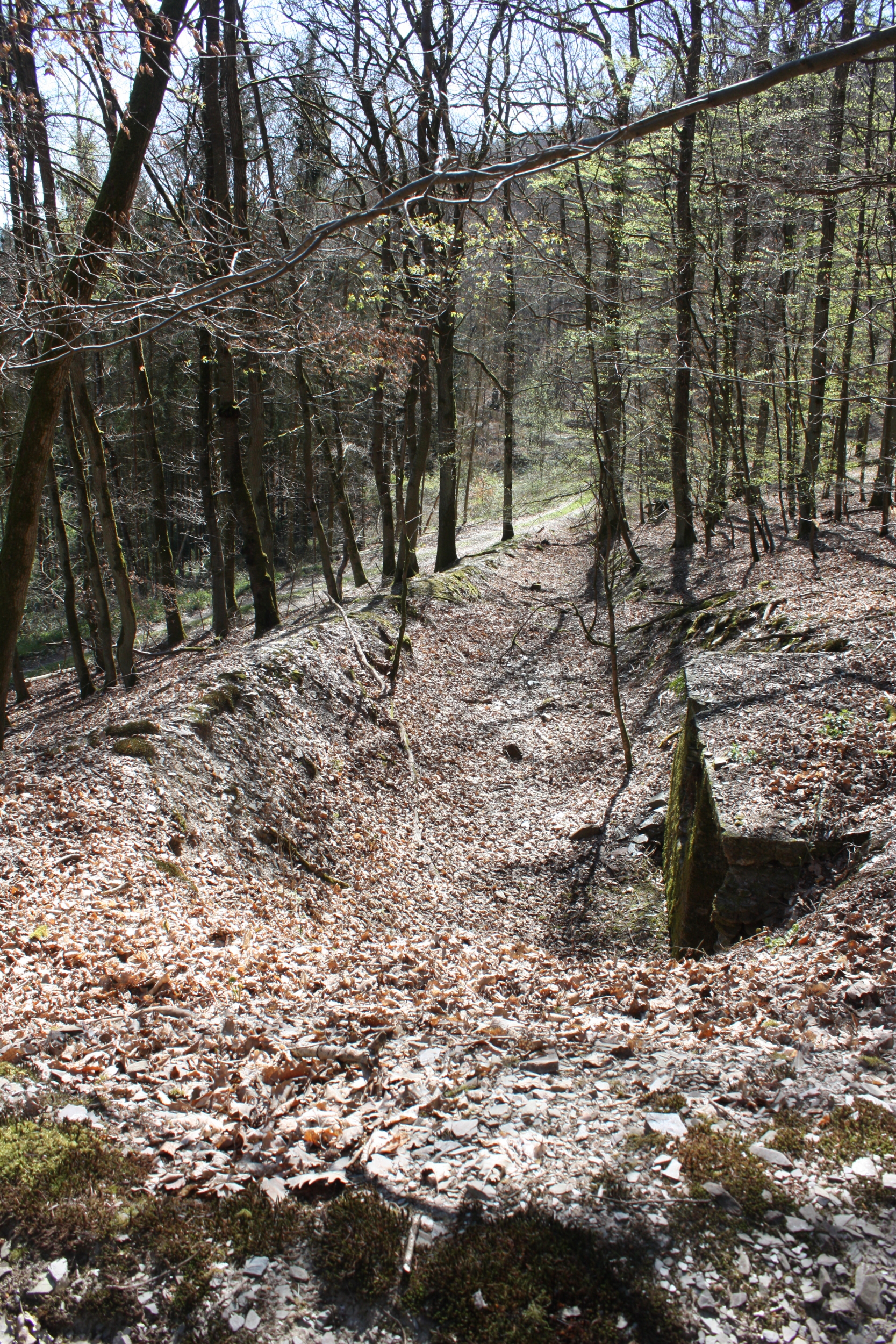
Ehemaliger Schießstand Im Lösnicher Wald mit Blick vom Zielwall in Richtung Forstweg
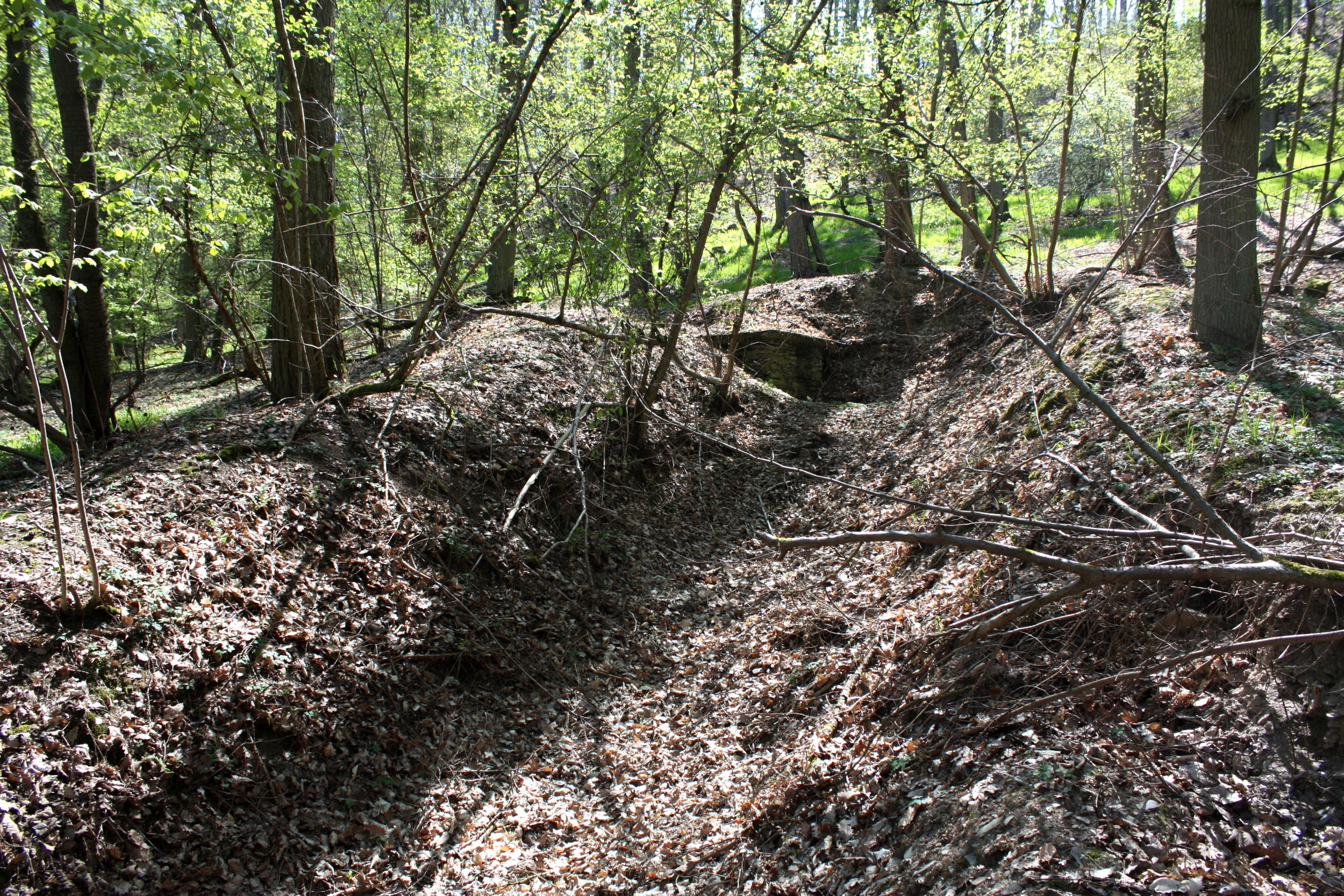
Ehemaliger Schießstand im Wolfer Wald mit Blick zum Zielwall mit Unterstand links
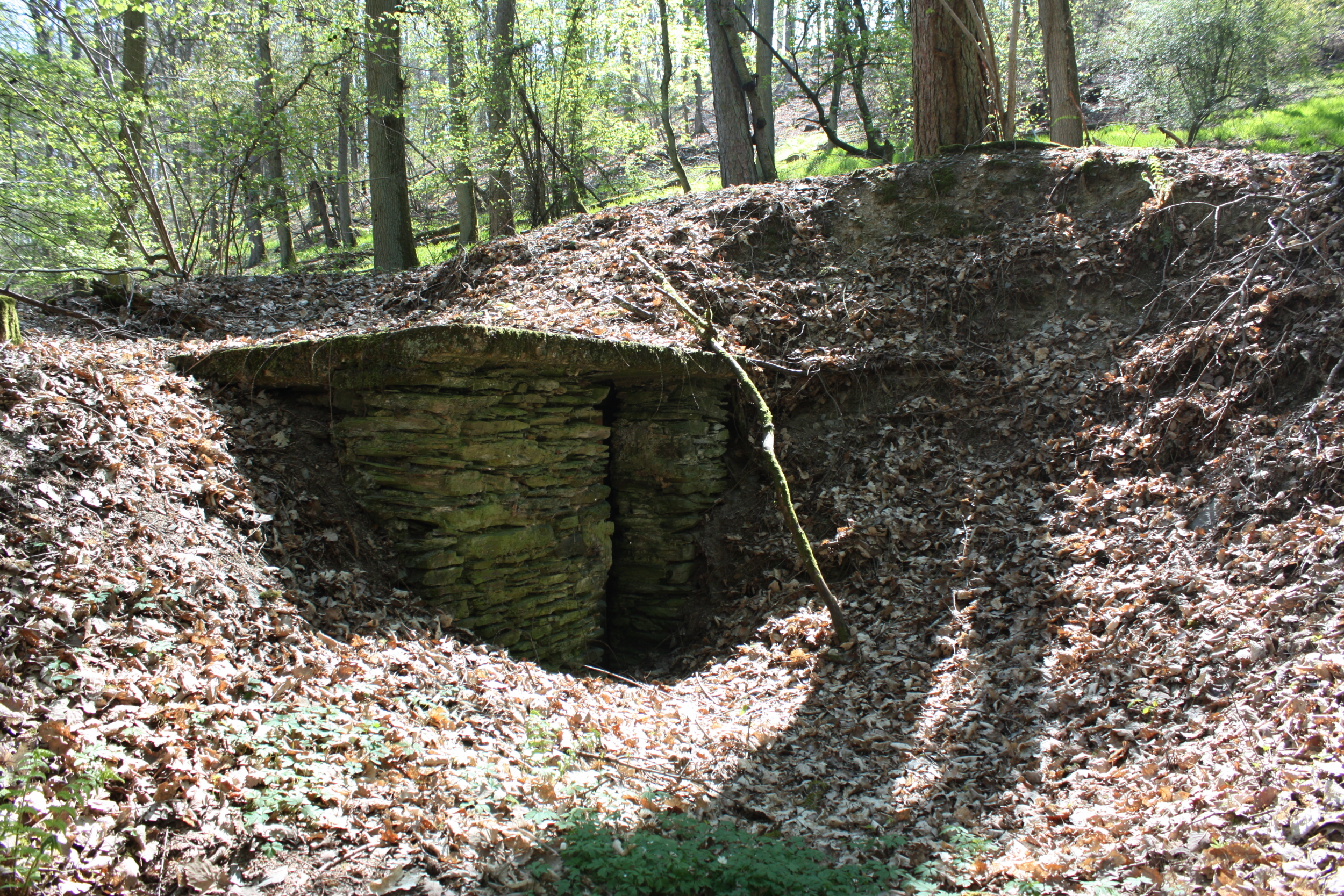
Unterstand im ehemaligen Schießstand Wolf
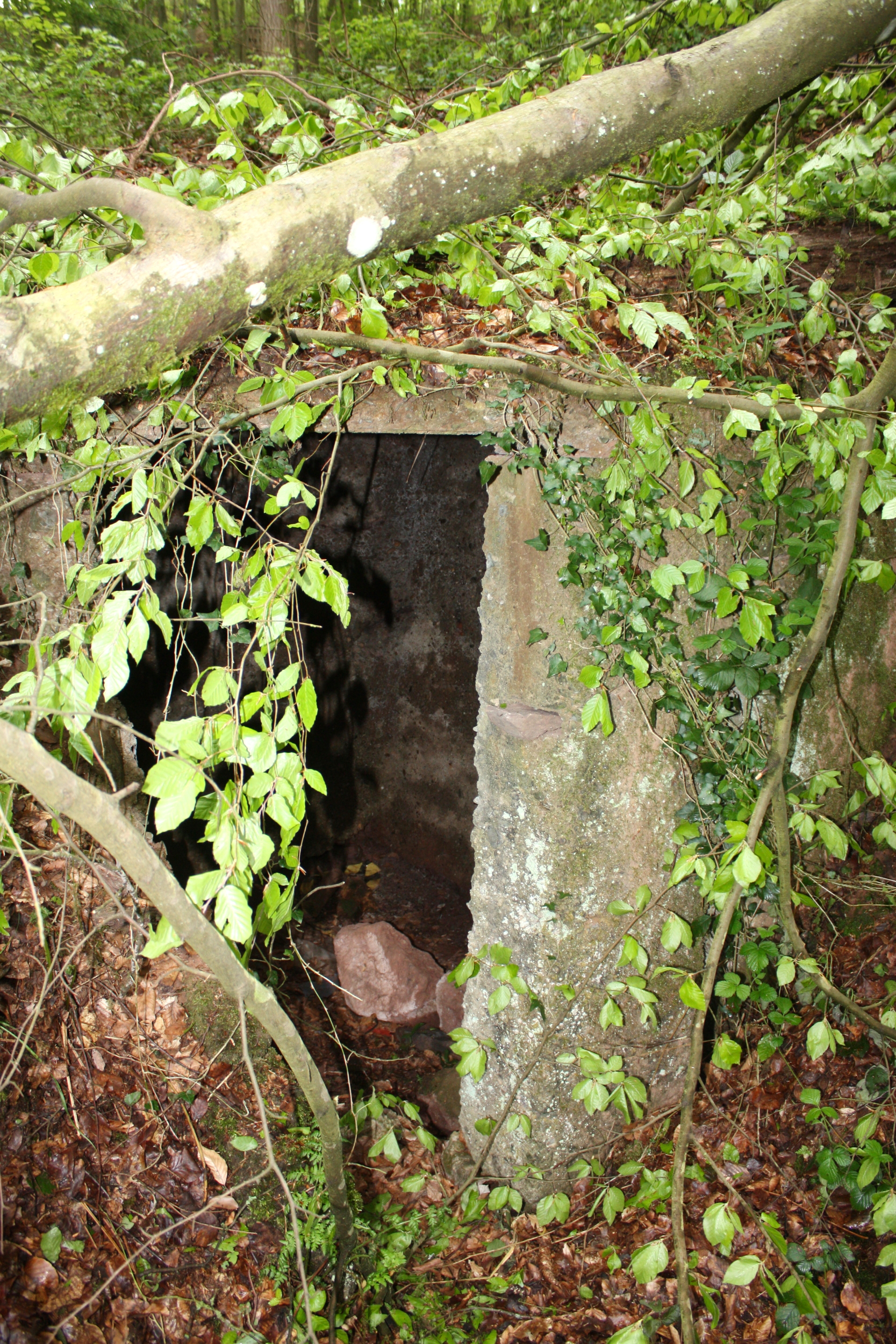
Unterstand des ehemaligen Schießstands Ürzig
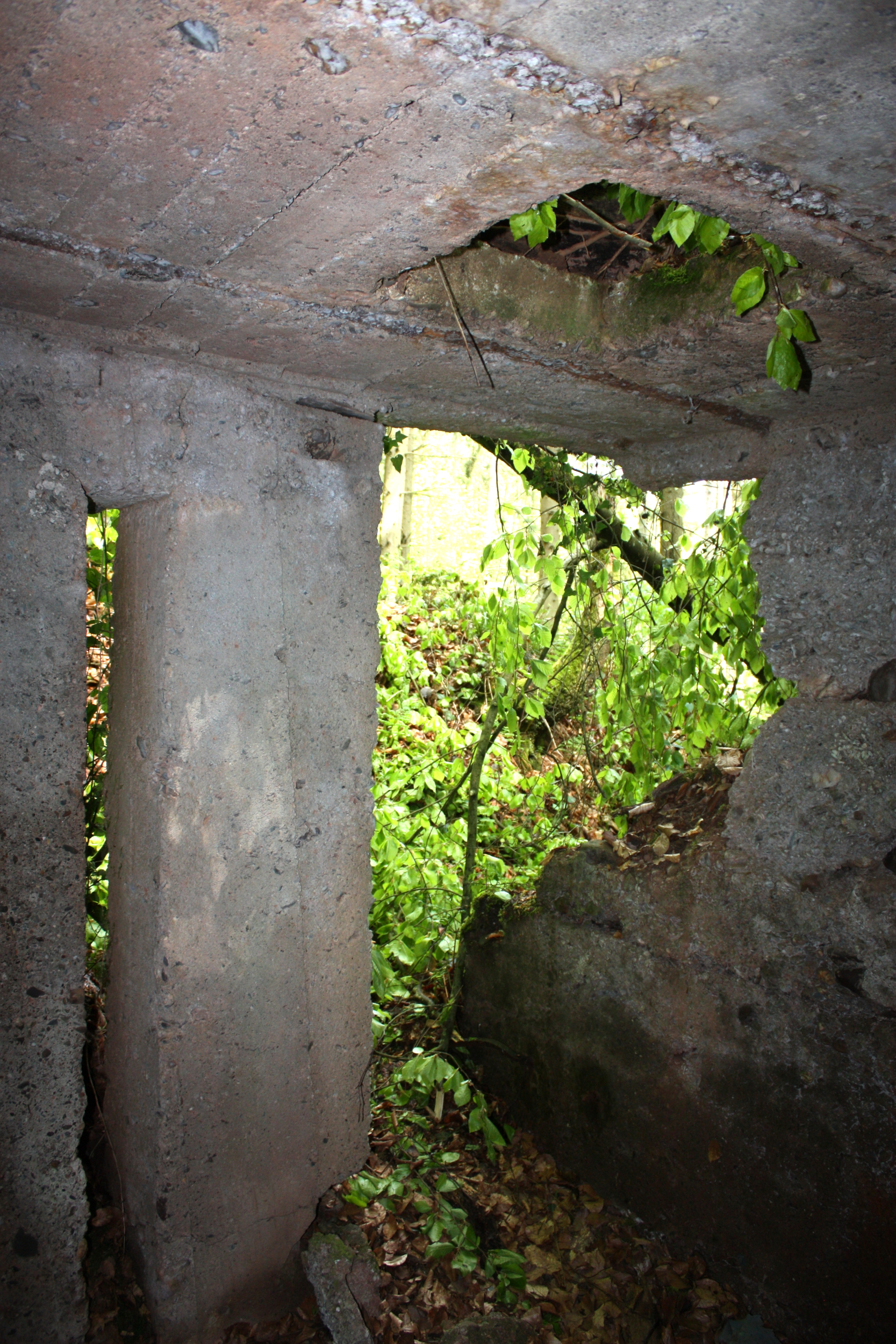
Ehemaliger Schießstand Ürzig innen mit Blick in den Schießgraben

### Ehemalige militärische Schießstände an der Mosel
In heutiger Ortslage Koblenz-Karthause existieren noch die Überreste eines groß angelegten militärischen Schießstands der preußischen Festung Kaiser Alexander (1817–1922). Diese Festungsanlage war dreimal so groß wie die heute noch erhaltene Festung Ehrenbreitstein auf der rechten Rheinseite von Koblenz. Im Februar 1922 wurde sie bis auf ein paar wenige Reste vollständig geschleift.
Eine topografische Karte aus dem Jahre 1915 zeigt noch 7 parallel angelegte durch Wälle getrennte Schießgräben mit einer Länge von 300 bis 600 Metern. Die beachtlichen Ausmaße der Schießgräben sind noch heute gut im Waldgelände zu erkennen. Der Schießstand befand sich auf der Moselhöhe zwischen den Moselorten Lay und Koblenz-Moselweiß im Flurdistrikt Karthause.

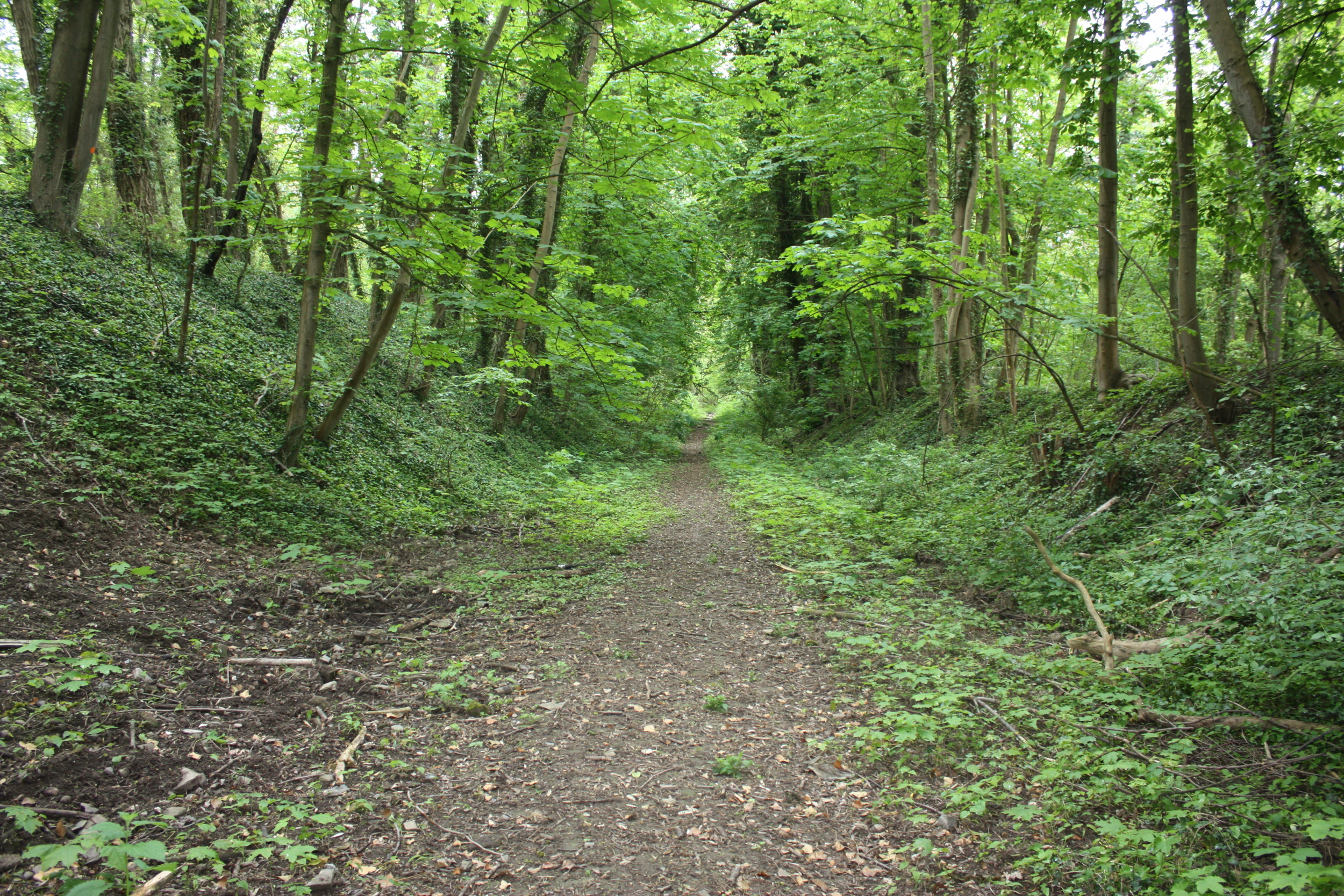
Ehemaliger Schießgraben des militärischen Schießstands bei der preußischen Festung Kaiser Alexander (1817–1922) in Koblenz
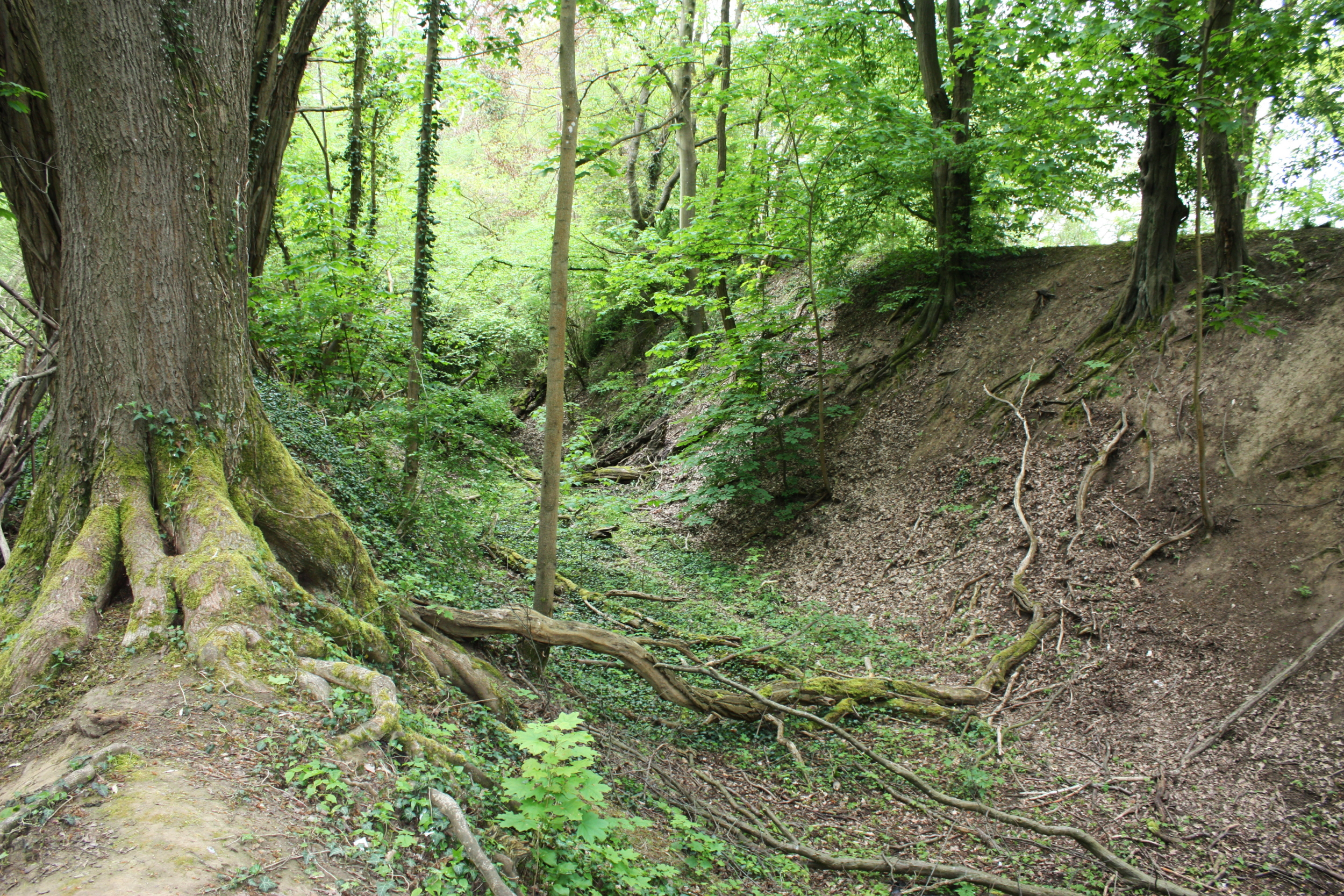
Seitenwall des ehemaligen Schießgrabens des militärischen Schießstands bei der Koblenzer Feste Kaiser Alexander (1817–1922)
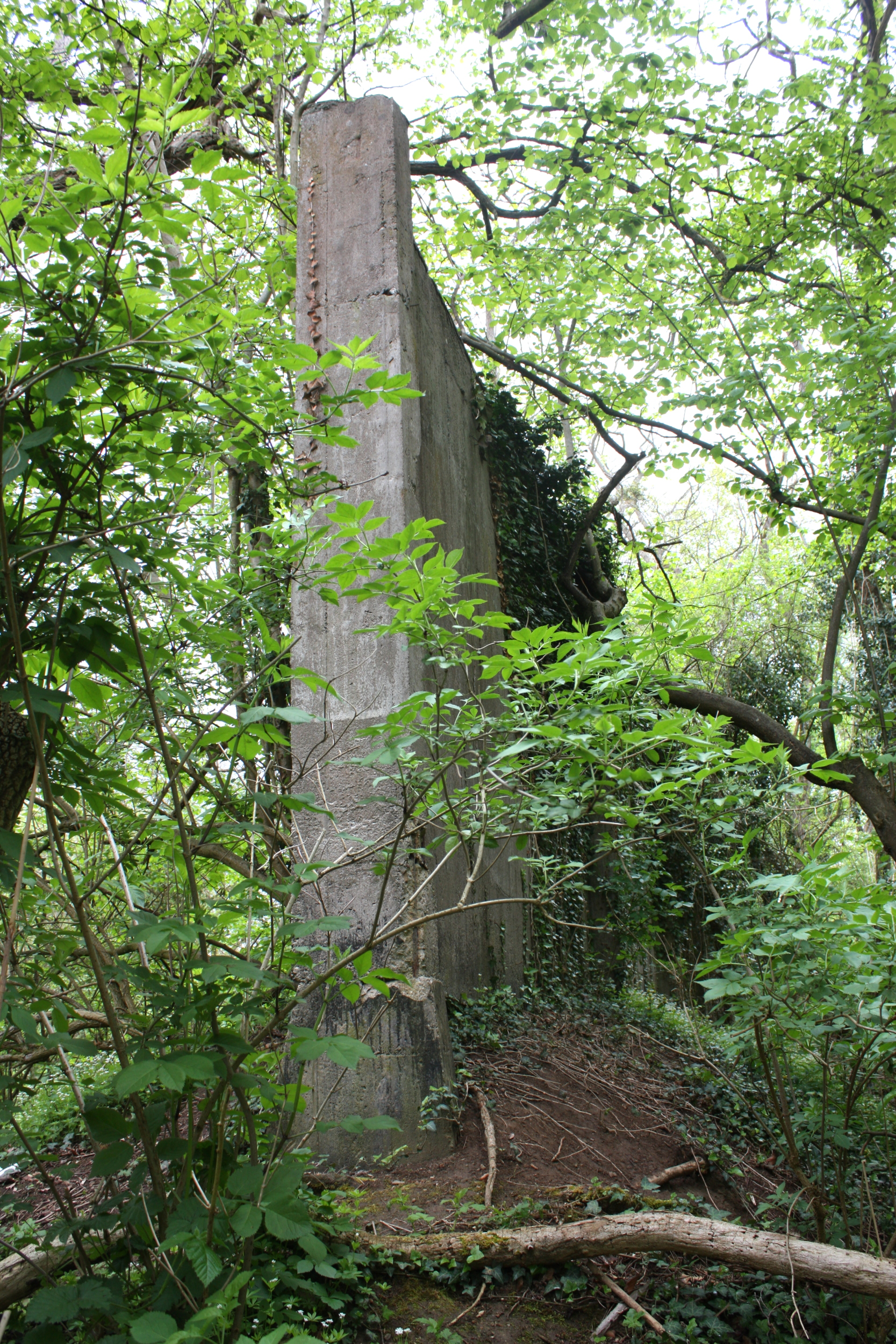
Betonmauer am Zielwall der Schießgräben des ehemaligen Schießstands bei der Feste Kaiser Alexander (1817–1922) Koblenz